# IC 224
IC 224 је спирална галаксија у сазвјежђу Кит која се налази на листи објеката дубоког неба у Индекс каталогу.
Деклинација објекта је - 12° 33' 50" а ректасцензија 2h 24m 45,2s. Привидна величина (магнитуда) објекта IC 224 износи 14,3 а фотографска магнитуда 15,2. IC 224 је још познат и под ознакама MCG -2-7-5, PGC 9148.